# スキョル (モニター)

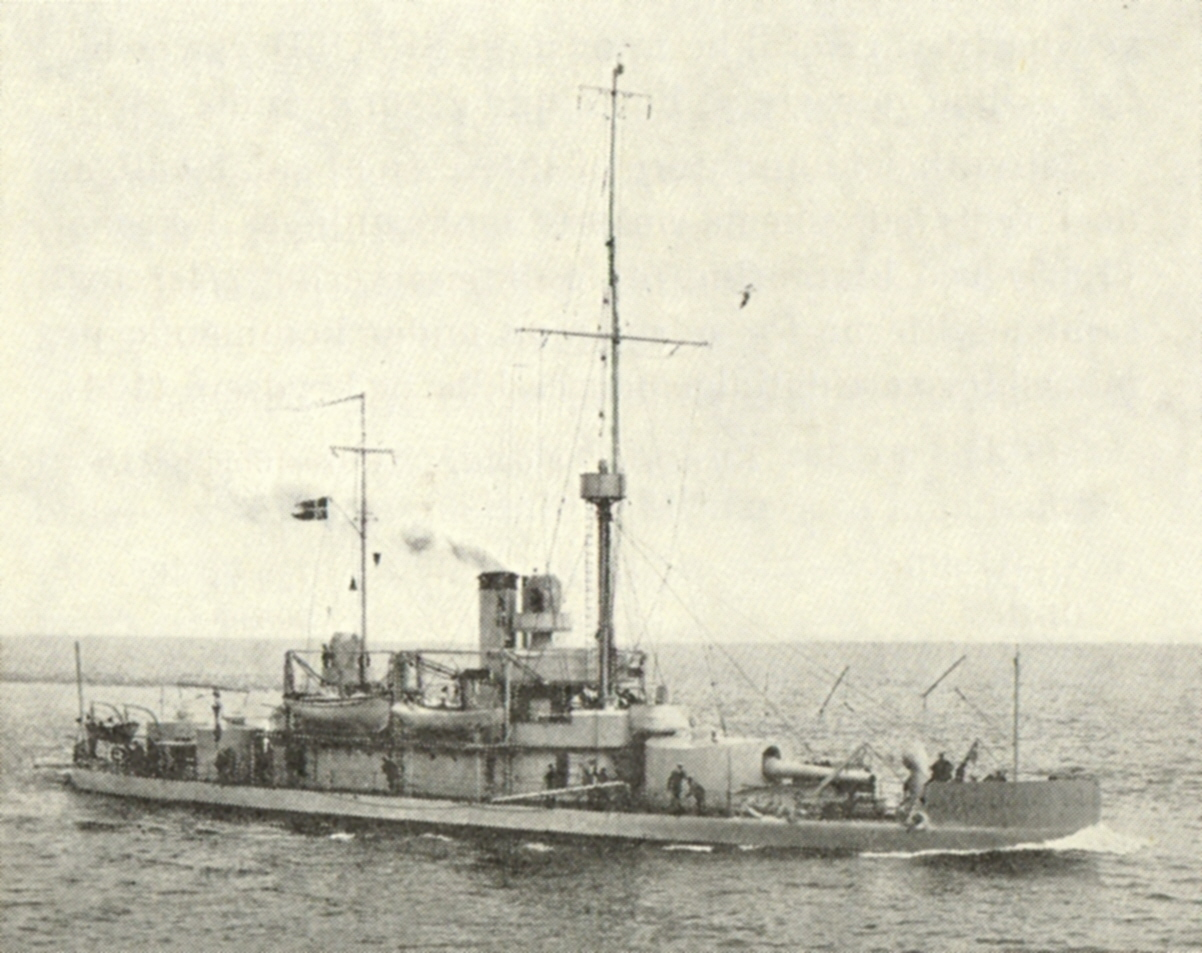
1912年の「スキョル」

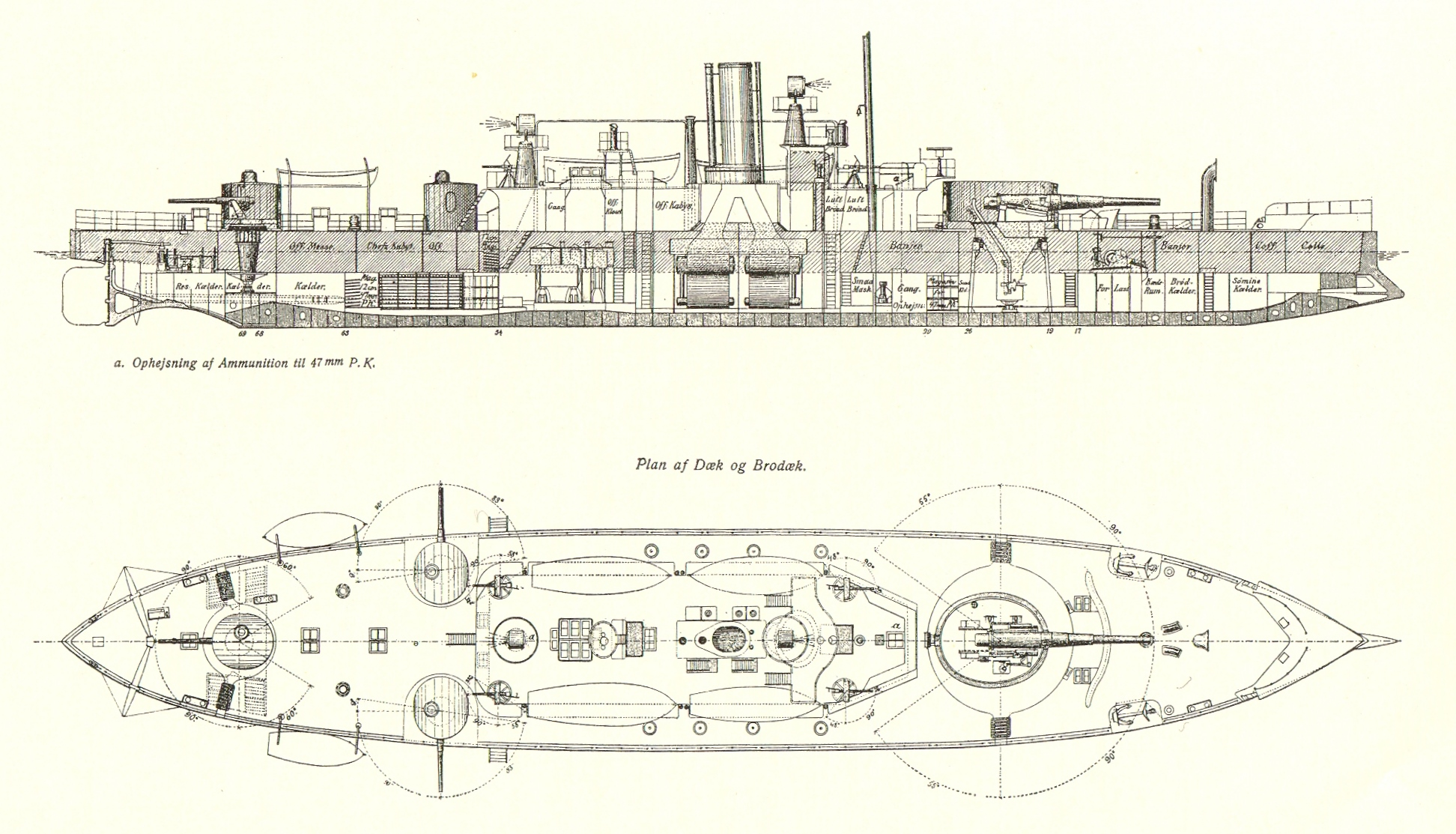
「スキョル」の図面

スキョル (Skjold) はデンマーク海軍の艦艇。低乾舷のモニターである。デンマーク海軍での類別は装甲砲台 (panserbatteri)、次いで装甲沿岸防御艦 (pansrede kystforsvarsskib)。後に装甲沿岸防御艦は沿岸防御艦と改称されている。艦名のスキョルは伝説上のデンマークの王である。
1894年1月起工。1896年5月8日進水。1897年5月25日竣工。建造費は2658000クローネであった。
鋼鉄製の船体で、排水量2160トン、全長69.36メートル、水線間長67.36メートル、幅11.16メートル。吃水は艦首3.92メートル、艦尾4.18メートルであった。乾舷が低く、1メートルほど高くされた艦首甲板とその上のブルワークで凌波性向上を図っている。二重船底を有し、また衝角を持つ。
主砲はクルップ40口径9インチ515ctr M/93型後装砲1門をカネー製装甲砲塔に搭載。射程は9800メートルで、発射速度は2分に1発であった。副砲はクルップ40口径12cm速射砲3門で、カネー製砲塔に搭載。射程は7300メートルで、発射速度は1分に5から8発であった。他に、ホチキス44口径47mm速射砲4門を搭載した。これは1906年に50口径47mm半自動砲に換えられ、さらに1910年から1911年には「イーヴァ・ヴィトフェルト」に搭載されていた44口径57mm砲に換えられた。また、マキシム8mm機銃2挺、ホチキス37mm5銃身回転機砲1門が後に追加されている。
機関はブアマイスタ＆ウェーイン社製直立3気筒3段膨張式蒸気往復動機関2基、海軍工廠製水管缶4基で、出力2400または2700指示馬力。2軸推進で、速力13.4ノット、または14ノット。
装甲は、ハーヴェイ鋼板の水線装甲帯が厚さ175mmから225mm。主砲と司令塔は200mmハーヴェイ鋼板と25mm厚鋼板2枚、副砲は120mmの特殊鋼であった。甲板の装甲は中央部が厚さ19mm＋32mm、両端部が10mm＋26mmであった。
「スキョル」は小型でコストがあまりかからなかったことから、外国への派遣に何度も用いられた。1929年5月21日に売却され、その後解体。